# フレッド・ダースト
ウィリアム・フレデリック“フレッド”ダースト（William Frederick "Fred" Durst, 1970年8月20日 - ）は、アメリカの歌手、映画監督。リンプ・ビズキットのボーカル。

## 来歴
ノースカロライナ州ガストニアに生まれ、フロリダ州レイクシティで育つ。ブレイクダンス、ヒップホップ、パンク・ロック、ヘヴィメタルに興味を持つ。その後、アメリカ海軍のブートキャンプに参加。除隊後、ジャクソンビルで芝刈りの仕事やタトゥアーティストで生計を立てながら、複数のバンド ("Split 26", "Malachi Sage", "10 Foot Shindig") で活動していた。1994年、リンプ・ビズキットを結成する。
映画監督としても活動し、『The Education of Charlie Banks』や『The Longshots』の監督を務めた。

## ディスコグラフィ

### ゲスト出演
- All in the Family（コーンとの共演）（1998年）
- Bleed（ソウルフライとの共演）（1998年）
- Get Naked（Methods of Mayhemとの共演）（1999年）
- Outside（ステインドのアーロン・ルイスとの共作）（2001年）
- Famous（Rockとの共演）（2004年）
- Bitch Betta Have My Money（インセイン・クラウン・ポッシー「Smothered, Covered & Chunked」）
- Here We Are (Champions)（ケヴィン・ルドルフとの共演）（2012年）
- Sweet Emotion（Camp Freddyとの共演）（2012年）

## 映像作品
- The Education of Charlie Banks (2007) 監督
- 奇跡のロングショット The Longshots (2008) 監督
- スティーラーズ Pawn Shop Chronicles (2013) 製作総指揮
- ファナティック ハリウッドの狂愛者 The Fanatic (2019) 監督、原案、脚本

## 出演作品

### 映画
- Be Cool/ビー・クール Be Cool (2005)
- 呪い村436 Population 436 (2006)
- ボーンズ・ブリゲード BONES BRIGADE:AN AUTOBIOGRAPHY (2012)

### テレビ
- レベレーションズ -黙示録- (2006)
- Dr.HOUSE House M.D. (2008) シーズン4 第15話・第16話